# Келар Степан Пилипович
Степан Пилипович Келар (*6 жовтня 1939, Марамонівка, Румунське королівство — 7 жовтня 2018, Київ, Україна) — український поет і перекладач, фольклорист; проживав у Києві. Упорядкував видання творів Тараса Шевченка циганською мовою.

## Біографія
Народився в с. Марамонівка Дондюшанського району (нині — Молдова). Закінчив факультет журналістики Київського університету.
Автор книжки поезій «Філософія буття». Перекладав з румунської, гагаузької, циганської, сербохорватської мов. Зокрема, в доробку Степана Келара переклади творів М. Емінеску, Г. Асакі, М. Козимиренка, А. Шалар, а також зразків фолькору — циганські та гагаузькі народні казки (останні вийшли окремою книгою 2003 року, ставши першим подібним україномовним виданням в історії).
Келар також упорядкував видання творів Тараса Шевченка циганською мовою.
Член Національної спілки письменників України.